# Karel Zelenko
Karel Zelenko, slovenski likovni umetnik, * 15. september 1925, Celje.

## Življenje in delo
Po končani ljudski in meščanski šoli v Celju je v šolskem letu 1940/1941 obiskoval  umetnoobrtno šolo (France Kralj) v Ljubljani in v Gradcu (1941-1943). Nato je nadaljeval študij na Akademiji likovnih umetnosti na dunajski univerzi in na Akademiji za likovno umetnost v Ljubljani, kjer je leta 1949 diplomiral na oddelku za kiparstvo pri Borisu Kalinu in leta 1951 končal specialko za grafiko pri Božidarju Jakcu ter nadaljeval študij na specialki za slikarstvo pri Gabrijelu Stupici. Po končanem študiju se je zaposlil v keramični industriji v Kamniku (kasneje Svit Kamnik). Od leta 1954-1959 je poučeval na Šoli za oblikovanje v Ljubljani. Nagrado Prešernovega sklada je prejel leta 1964 za grafične stvaritve, razstavljene marca 1963 v Mali galeriji v Ljubljani. Leta 1979 je bil odlikovan z Redom dela z zlatim vencem. Udejstvuje se kot grafik, slikar, keramik in ilustrator. Od leta 1959 dela kot svobodni umetnik v Ljubljani in Grožnjanu (Hrvaška).
Njegova miniaturistično precizna figuralna grafika temelji na pretanjeno stilizirani narativni risbi, s katero izrisuje prizore iz urbanega življenja s poudarkom na pripovedih. Z deli opozarja na probleme odtujenosti v današnjem času. Kompozicijsko pretehtane jedkanice prikazujejo svet kot slikovito prizorišče človeške komedije. V vrvežu ničevosti in samote se figure pogosto spreminjajo v herlekine (glave, poprsja na podstavkih), značilne tudi za njegovo slikarstvo. Njegova igriva in melanholična ali duhovita in poetična umetnost je prežeta s humanostjo in ponekod nevsiljivo angažirana. Z razstavami je doživel uspeh zlasti v Belgiji in na Nizozemskem. Deluje pa tudi kot ilustrator in oblikovalec keramičnega nakita.